# Sancourt, Eure
Sancourt är en kommun i departementet Eure i regionen Normandie i norra Frankrike. Kommunen ligger i kantonen Gisors som tillhör arrondissementet Les Andelys. År 2022 hade Sancourt 171 invånare.

## Befolkningsutveckling
Antalet invånare i kommunen Sancourt
Referens:INSEE